# Janine Melnitz
Janine es un personaje ficticio de la franquicia cinematográfica y televisiva Ghostbusters, apareciendo tanto en las películas Ghostbusters y Ghostbusters II, así como en la serie de animación The Real Ghostbusters. Es la única mujer cazafantasmas, aunque la mayor parte del tiempo ejerce en calidad de secretaria. También tiene una breve aparición en la película de 2021 Ghostbusters: Afterlife.
Fue interpretada por Annie Potts en las películas y por Laura Summer y Kath Soucie en la serie animada como the real ghostbusters mientras que Pat Musick en la serie animada también pero en extreme ghostbusters.

## Filmes
En los filmes de Ghostbusters, Janine es una ácida y sarcástica secretaria interpretada por Annie Potts. Aunque atraída por Egon, en Ghostbusters II desarrolla una relación romántica con el abogado y cliente de los Cazafantasmas, Louis Tully. En la película Ghostbusters: Afterlife vuelve a aparecer, revelando que es la única integrante de los Cazafantasmas originales que mantiene contacto con Egon Spengler.

## Serie
Según la serie, Janine proviene de una nutrida familia de clase trabajadora neoyorquina, como se muestra en el episodio "Janine's Day Off". Es la secretaria y recepcionista de los Cazafantasmas, aunque con posterioridad llega a ejercer como una cazafantasmas, teniendo su propio uniforme -de color rosado- y arma protónica.
Conduce un Volkswagen amarillo que los cazafantasmas tomaron prestado cuando se dañó el Ecto-1 y resultó destrozado durante el episodio "Beneath These Streets". Cuando el espectro Sandman sume a la ciudad de Nueva York en sueños (episodio "Mr. Sandman, Dream Me a Dream"), Janine sueña que se convierte en Cazafantasmas. En temporadas posteriores Janine es formalmente una cazafantasmas con un uniforme propio, y en el cómics de los Cazafantasmas utiliza su propio uniforme de color anaranjado.
Mientras en las películas Janine deja a un lado sus sentimientos por Egon para enamorarse de Louis Tully, en la serie Janine permanece enamorada de Egon todo el tiempo, hasta que ambos llegan a desarrollar una relación formal como se muestra en las últimas temporadas, aunque muchas veces manifestaba su desagrado por la indiferencia del cazafantasmas.
Slimer parecía estar enamorado de ella, pues la besaba en la boca cada vez que salían del edificio a resolver casos (en la canción de comienzo). 
A lo largo de la serie, Janine ha sufrido varios cambios en su apariencia, los cuales tuvieron su explicación en un episodio "Janine, You've Changed" de la temporada de 1990. Aquí, los Cazafantasmas descubren, luego de una investigación, que Janine ha estado pidiéndole a un demonio que se hace pasar por su "hada madrina" que la haga bella para poder llamar la atención de Egon, pero en realidad, el "hada madrina" solo la estaba haciendo igual a él. Finalmente Janine decide hacerle frente, pero sin éxito, aunque es rescatada por los Cazafantasmas.
En la serie Extreme Ghostbusters, Janine es uno de los pocos personajes originales en reaparecer. 